# Abu al-Qasim (Kalbite)
Abū ’l-Qāsim Alī ibn al-Hasan (أبو القاسم علي بن الحسن en arabe ; † 13 juillet 982 lors de la bataille du cap Colonne, aux alentours de Crotone), émir de la dynastie des Kalbites, gouverna la Sicile entre 964 et 982.

## Contexte historique

Divisions politiques de l’Italie vers l'an mil.

De 827 à 878, la Sicile, conquise par les princes arabes d’Ifriqiya (l'EST de l'Algérie et Tunisie), fut gouvernée par la dynastie sunnite des Aghlabides.
À la chute des princes aghlabides en l’an 909, les émirs de Sicile, livrés à eux-mêmes, commencèrent à prendre de l'autonomie. Ainsi les Fatimides chiites, que les Aghlabides avaient chassés d’Afrique du Nord, parvinrent à imposer leur suprématie sur toute la Sicile en 948. Le calife Ismaïl al-Mansour choisit Hassan al-Kalbi comme émir de Sicile.
Ce dernier s'établit à Palerme, fonda la dynastie des Kalbites, et initia une série de raids de pillage vers l’Italie voisine : cette politique lui permit de renforcer son indépendance.
En 954 Hassan al-Kalbi quitta Palerme pour la nouvelle capitale fatimide, Al-Mansuriya, où il mourut en 964. En Sicile même, son fils Ahmad ibn Hassan († 969) prit sa succession.

## La régence en Sicile
Le fils et successeur d’Ahmad ibn Hassan, Abu al-Qasim, poursuivit la même politique de rapines. Le transfert du siège du gouvernement d’Ifriqiya par les califes fatimides en 973 vers Le Caire accrut encore davantage l’autonomie des émirats périphériques, car même si les Fatimides s'étaient reconnus vassaux du vice-roi d’Ifriqiya Bologhine ibn Ziri (971–984), le rapatriement de la flotte aghlabide en Égypte ne laissait aucune possibilité de contrôler leurs activités en Sicile.
De 869 à 878, grâce aux renforts venus de Sicile, les Aghlabides prennent le contrôle de l'archipel maltais sous la direction d'Ahmed, fils de l'émir d'Ifriqiya Aglab,.
Avec la crise de succession de l’Empire byzantin qui suivit la mort de l’empereur Jean Ier Tzimiskès en 976, les colonies grecques d’Italie méridionale devinrent une proie tentante pour Abou al-Qasim. Ce dernier débarqua donc sur le continent, mais fut longtemps tenu en échec par la résistance de Pandolfe Ier, prince lombard de Capoue, de Bénévent et de Spolète puis par celle de la Principauté de Salerne. Finalement Pandolfe mourut en mars 981, laissant des fils trop affaiblis par leurs divisions pour pouvoir s’opposer aux Sarrasins.
C'est alors que l’empereur Othon II marcha avec une armée de chevaliers sur la Calabre. Pour préserver ses chances d'imposer son hégémonie sur l'Italie méridionale (son véritable objectif), il dut s’entremettre dans la guerre de succession des princes lombards : son armée s'empara d'abord de Tarente en 982 puis s'enfonça en Calabre, au prix de multiples escarmouches avec les escouades d’Abou al-Qasim.

## La chute de l'émirat Kalbite
Le 13 juillet 982, la bataille décisive se déroula au cap Colonne près de Crotone. D'abord les troupes impériales parurent l'emporter, et Abou al-Qasim lui-même fut tué. Mais l’arrière-garde des Sarrasins n'avait plus rien à perdre et les cavaliers défaits au premier choc parvinrent à reformer leurs rangs. Leur charge prit au dépourvu des chevaliers qui croyaient déjà pouvoir fêter la victoire : ils leur infligèrent une défaite sanglante. L’empereur Othon lui-même n’eut la vie sauve qu’en nageant vers un bateau grec qui croisait au large ; il s'enfuit vers le nord. À Vérone, il convoqua une assemblée de comtes lombards et prit la précaution de faire proclamer son fils Othon III roi d'Italie. Il mourut l'année suivante sans avoir pu reprendre les opérations en Apulie.
La Calabre était désormais livrée à l'anarchie car outre Landolphe IV de Bénévent, ses frères Pandolphe II de Salerne et Atenolphe étaient aussi morts au combat. Avec le repli des troupes kalbides vers la Sicile, les Sarrasins au cours des années suivantes continueront de faire peser une menace constante sur les cités byzantines et les principautés des Lombards : ils pilleront Cosenza (984) et Matera (994), attaqueront Tarente (991), Bénévent (1002) et même tenteront pour peu de temps d'assiéger Capoue.

## Sources
- (de) Cet article est partiellement ou en totalité issu de l’article de Wikipédia en allemand intitulé « Abu l-Qasim (Emir) » (voir la liste des auteurs).